# Station Wien Heiligenstadt
Station Wien Heilgenstadt is een knooppunt van het openbaar vervoer in het Weense stadsdeel Döbling. Het station bevindt zich in het verlengde van het Franz-Josef-Bahnhof en wordt aangedaan door verscheidene reizigersdiensten van de ÖBB. Sinds 8 mei 1976 ligt het noordelijke eindpunt van de metrolijn U4 aan de oostzijde. Ook treinen van de S-Bahnlijnen S40 en S45 en regionale bussen vinden hier een halte. Ook tramlijn D passeert langs het station, al is dat wel op enkele honderden meters van de ingang. Het oorspronkelijke station is ontworpen door Otto Wagner.